# Fonscochlea
Fonscochlea là một chi ốc nước ngọt nhỏ, động vật thân mềm chân bụng có mài sống trong môi trường nước ngọt trong họ Hydrobiidae.

## Các loài
Các loài thuộc chi Fonscochlea bao gồm:
- Fonscochlea accepta
- Fonscochlea aquatica
- Fonscochlea billakalina
- Fonscochlea conica
- Fonscochlea zeidleri